# لو تريزور دو فيليبريج
لو ترازور دو فيليبريج بالعربية (كنز الفليبر) (بالفرنسية: Lou Tresor dóu Felibrige؛ وبالمعيار الكلاسيكي: Lo Tresaur dau Felibritge)
هو قاموس بروفنسي-فرنسي من القرن التاسع عشر، ألّفه الكاتب الحائز على جائزة نوبل في الأدب فريديريك ميسترال، الذي كتب باللغة البروفنسية (لغة جنوب فرنسا).
ورغم أن القاموس يُعرّف نفسه بأنه بروفنسي، إلا أنه في الحقيقة لا يقتصر على اللغة البروفنسية فقط، بل يجمع كافة لهجات وأشكال لغات الأوك (التي كانت تُعرف في القرن التاسع عشر باسم "اللغة البروفنسية" أو langue provençale وفق التسمية السائدة آنذاك).
ويُعد هذا المعجم مرجعًا لغويًا وثقافيًا هامًا يعكس التنوع الكبير للغة الأوكيتانية وتاريخها العريق، وهو عمل أساسي في حركة الحفاظ على اللغة والثقافة البروفنسية والأوكيتانية عمومًا.

## وصف
رغم أن معجم "كنز الفِليبر" (lou Tresor dóu Felibrige) أُلف في بروفانس، إلا أن من أبرز سماته المميزة أنه لا يقتصر على لهجة واحدة، بل يشمل جميع لهجات اللغة الأوكيتانية (langue d’oc)، من البروفنسية إلى الليموزينية، ومن الغازكونية إلى الأوفرنية.
ولهذا يحمل المعجم عنوانًا فرعيًا يوضّح شموليته:
« قاموس بروفنسي-فرنسي يشمل مختلف لهجات لغة الأوك الحديثة ».
استند ميسترال في إنجازه لهذا العمل الموسوعي إلى أعمال وأدبيات من مختلف المناطق الناطقة بالأوكيتانية، حيث استلهم من نصوص أدبية وشعرية تعود إلى عصور متعددة، كما قام بذكر عدد كبير من الكتّاب والمؤلفين الأوكيتانيين الذين كتبوا بهذه اللغة عبر القرون — بدءًا من العصور الوسطى (مثل Boecis، أحد أقدم النصوص الأوكيتانية المكتوبة في مدينة ليموج في أوائل القرن الحادي عشر)، وصولًا إلى معاصريه في القرن التاسع عشر.
ويُعد هذا الاتساع الزماني والمجالي دليلاً على طموح ميسترال لتوثيق اللغة الأوكيتانية بكامل تنوعها الجغرافي والتاريخي، مما يجعل هذا المعجم ليس مجرد قاموس لغوي، بل مرجعًا ثقافيًا وأدبيًا شاملًا للهوية الأوكيتانية. عنوانها الفرعي هو هكذا : " قاموس بروفنسال فرنسي يغطي اللهجات المختلفة للغة الأوك الحديثة ". وهو يستلهم من العديد من المؤلفين من المناطق المختلفة التي يتحدث فيها الأوكيتانية ويذكر عددًا كبيرًا من الكتاب بهذه اللغة على مدى عدة قرون، من العصور الوسطى (على سبيل المثال، Boecis ، أحد أوائل النصوص المكتوبة باللغة الأوكيتانية في ليموج في بداية XI ) إلى معاصريه.

### الجغرافيا اللغوية

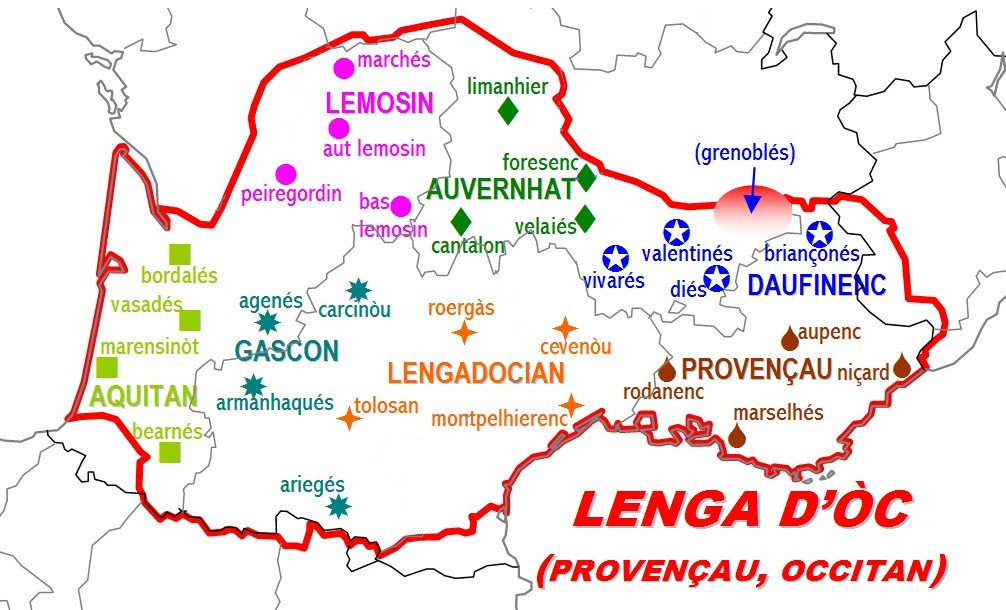
لهجات اللغة البروفنسالية أو لغة دوك بحسب فريديريك ميسترال في Trésor du Félibrige.

يُدرج هذا المعجم، "كنز الفِليبر" (lou Tresor dóu Felibrige)، لكل كلمة ــــ المكتوبة وفق المعيار الميسترالي (الذي اعتمده فريديريك ميسترال) ــــ العديد من المتغيّرات الجهوية أو اللهجات المحلية (التوبولكتات)، المنتشرة في مختلف المقاطعات أو المناطق الواقعة جنوب فرنسا (المدى الأوكيتاني).
ولا يكتفي المعجم بتقديم الأشكال اللهجية المختلفة للكلمة، بل يعرض أيضًا ما يقابلها من معانٍ وألفاظ في عدد كبير من اللغات الرومانسية، مما يجعله مرجعًا لغويًا مقارنًا فريدًا من نوعه، يُبرز التشابهات والتباينات بين الأوكيتانية ولغات مثل الفرنسية، الإيطالية، الإسبانية، الكتالانية، وغيرها.
وقد تمت في العقود الأخيرة إعادة نسخ المعجم وتحويله إلى المعيار الكلاسيكي للغة الأوكيتانية، المعروف بـالكتابة الكلاسيكية (graphie classique) أو المعيار الأليبيرتي (alibertine)، نسبةً إلى جوزيب أليبير، الذي وضع القواعد الحديثة للكتابة بالأوكيتانية، ما سهّل استخدام "الكنز" في الأبحاث المعاصرة والجهود الإحيائية للغة الأوكيتانية.
يتضمّن "كنز الفِليبر" (lou Tresor dóu Felibrige) تصنيفات لغوية تقليدية كبرى، حيث يُربط اسم اللسان أو اللهجة أو النطق المحلي عادةً باسم مقاطعة تاريخية (غالبًا ما تكون كونتية أو دوقية بالنسبة للمناطق الأوسع)، مثل:
- الليموزان (limousin): نسبة إلى مقاطعة ليموزان وليموزان السفلى
- الأوفرني (auvergnat): نسبة إلى أوفيرن
- الغازكوني (gascon): نسبة إلى غاسكونيا
- اللانغدوكي (languedocien): نسبة إلى لانغدوك

أما الأسماء المرتبطة بمناطق لغوية أصغر نطاقًا، فهي غالبًا ما تُحيل إلى مدينة معينة، أو أبرشية، أو حتى دائرة تاريخية صغيرة، أو إلى ما يُعرف بـ**"البلد الصغير" (petit pays)"**، وهي وحدة جغرافية طبيعية أو ثقافية أصغر من المقاطعة.
تعكس هذه التسميات التنوع الدقيق والغني للهجات اللغة الأوكيتانية (البروفنسية)، كما تُبرز الروابط العميقة بين الهوية اللغوية والهوية الجغرافية/التاريخية في جنوب فرنسا.
توضيح :
- بالنسبة للغة لانغيدوكيا على سبيل المثال، يتم الإشارة أيضًا إلى الكلمات المفتاحية المرتبطة باسم مقاطعة لانغيدوك . : ألبي، كاركاسون، ناربون، بيريجوردان، كيرسينوا، روجات، تولوز. وهذا يأخذ في الاعتبار أراضي لانغدوك، تلك التي تقع بين نهر الرون ونهر الغارون، أو شمال نهر الغارون خارج كامل منطقة شمال أوكيتان . أعلى ملتقى نهري غارون وأرييج ، انظر أدناه.
- بالنسبة لغاسكون ، المشتقة من اسم مقاطعة غاسكوني ، المشتقة بدورها من دوقية فاسكونيا في العصور الوسطى المبكرة ، يتم الإشارة إلى المتغيرات الإقليمية أيضًا. : Ariège، Béarn، Bordeaux، Gascon، Landes، Pyrenees (والتي يمكن أن تشمل Aranese، Val d'Aran). في أرييج ، يتم فصل غاسكون ولانغيدوك بالقرب من نهر أرييج : إلى الشرق يقع الضفة اليمنى في لانغدوك، وإلى الغرب يتحدث الكوسيران القريبون اللغة الجاسكونية.[4]

### الكتابة والنشر

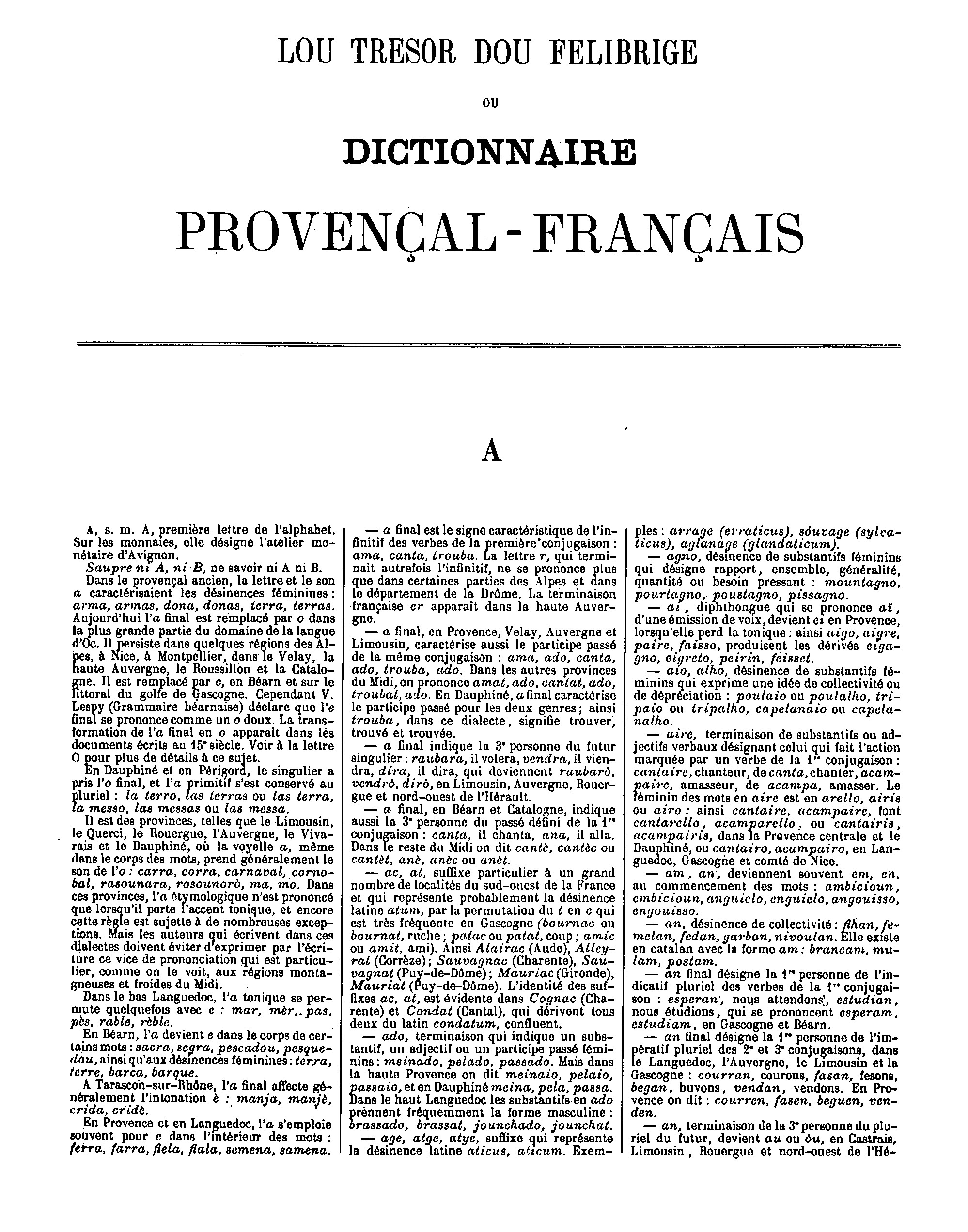
الصفحة الأولى من الكتاب.

بدأ فريديريك ميسترال كتابة كنز الفِليبر (Trésor dóu Félibrige) سنة 1878، بمساعدة كبيرة من فرانسوا فيدال (François Vidal)، الذي لم يُشارك فقط في تأليف المحتوى، بل تولّى أيضًا مهمة تصحيح بروفات الطباعة بشكل أساسي.
هذا العمل الضخم، الذي يتكوّن من مجلدين ويضم أكثر من 2370 صفحة، نُشر في البداية بنظام الاشتراك، حيث صدر على شكل كتيبات متتالية. صدر أول فَصْل (كُتيّب) في فبراير 1879، بينما انتهى العمل على حرف T في مارس 1886. وبعد سبع سنوات من الجهد المتواصل، صدر الكتاب كاملًا من مطبعة ريموندي-أوبان (Remondet-Aubin) في مدينة إيكس (Aix) في أغسطس 1886. يُعد هذا المعجم الموسوعي من أهم الأعمال المرجعية للغة الأوكيتانية (البروفنسية)، وقد لعب دورًا محوريًا في الحفاظ على التراث اللغوي والثقافي لجنوب فرنسا.

أثناء حفل التدشين، الذي أُقيم بمناسبة الذكرى المئوية لميلاد الشاعر سنة 1930، وبحضور أرملة شاعر بروفانس، وافق فيكتور توبي (Victor Tuby)، بطلب من العديد من الفِليبر (félibres) الحاضرين، على تولي مهمة إعادة إصدار "كنز الفِليبر" (Tresor dóu Felibrige)، وذلك بعد أن أنجز النصب التذكاري المُكرّس في مدينة كان (Cannes) تخليدًا لذكرى فريديريك ميسترال (Frédéric Mistral)، شاعر مايان (Maillane) وأحد أبرز رموز النهضة الأدبية البروفنسية.
ملاحظة:
"كنز الفِليبر" هو معجم موسوعي للغة الأوكيتانية (البروفنسية)، وضعه ميسترال، ويُعد من أهم أعماله اللغوية والثقافية في سياق الدفاع عن اللغة والثقافة المحلية في جنوب فرنسا.

## مقالة ذات صلة
- فريدريك ميسترال

## روابط خارجية
- لو تريزور دو فيليبريج مع البحث عن الكلمات عبر الإنترنت.
- يمكن الوصول إلى نسخة Lou Tresor dóu Felibrige (AF) عبر الإنترنت.
- يمكن الوصول إلى نسخة Lou Tresor dóu Felibrige (GZ) عبر الإنترنت.
- تم رقمنة النسخة بواسطة المؤتمر الدائم للينغا أوكيتانا .